# Orthotylus marginatus
Orthotylus marginatus är en insektsart som först beskrevs av Philip Reese Uhler 1895.  Orthotylus marginatus ingår i släktet Orthotylus och familjen ängsskinnbaggar. Inga underarter finns listade i Catalogue of Life.